# Крыжицкий, Георгий Константинович
Крыжицкий, Георгий Константинович (20 апреля 1895, Санкт-Петербург, Российская империя — 1975, Москва, СССР) — российский и советский театральный режиссёр, критик, театровед и педагог, автор книг и учебников по театральному искусству.

## Биография
Родился 20 апреля 1895 года[по какому календарю?] в Санкт-Петербурге в семье художника Константина Яковлевича Крыжицкого.
В 1905—1912 годах учился на реальном отделении Петришуле. После окончания школы поступил на филологический факультет Санкт-Петербургского университета. В 1917 году перевелся на аналогичный факультет Киевского университета.
После окончания Киевского университета в 1919 году работал заведующим репертуарной частью Всеукраинского театрального комитета (Киев). В 1920 году стал заведующим театральным сектором Одесского губернского комитета народного образования. В начале 1920-х годов Георгий Крыжицкий работал режиссёром в театрах «Красный факел», «Теревсат», а в «Государственном театре комической оперы» — вместе с К. А. Марджановым.
В 1921 году Георгий Крыжицкий вместе с Г. М. Козинцевым, Л. З. Траубергом и С. И. Юткевичем выпустил манифест «Эксцентризм», ставший теоретической платформой Фабрики эксцентрического актера (ФЭКС).
В 1924—1928 годах Георгий Крыжицкий работал в петроградском театре «Кривое зеркало». В 1928 году основал Ленинградский дом кукольного театра.
В 1933 году был арестован по «делу ленинградских гомосексуалов», обвинён в «контрреволюционной деятельности» и шпионаже. В 1934 году осужден на 10 лет.
В 1938—1943 годах работал художественным руководителем и главным режиссёром Марийского государственного драматического театра в Йошкар-Оле. На этой сцене он ставил «Без вины виноватые» А. Н. Островского, «Вишнёвый сад» А. П. Чехова. В 1942 году стал одним из основателей Республиканского театра кукол.  В сентябре 1943 года по распоряжению Управления по делам искусств при СНК РСФСР был переведен в Иркутск в Театр музкомедии. Затем работал в Кирове; в конце 1944 года возглавил Кировский драматический театр. Там он поставил пьесу В. А. Соловьёва «Великий государь», комедию Уильяма Шекспира «Укрощение строптивой», драму Джон Бойнтон Пристли «Он пришёл». В Кировском театре кукол он поставил «Дон Кихота» Сервантеса и «Приключения Гулливера» Джонатана Свифта. В 1946 году, после успешных гастролей в Ленинграде, Кировскому драмтеатру была присвоена первая категория.
В 1949 году вернулся в Москву. В 1949—1956 годах Георгий Крыжицкий работал художественным руководителем и педагогом на заочных театральных курсах Всероссийского дома народного творчества (ВДНТ) им. Н. Крупской. В эти годы он несколько раз приезжал в Йошкар-Олу в качестве театрального критика для разбора спектаклей Марийского театра, а также в качестве лектора по истории театрального искусства.
Последующие годы Георгий Крыжицкий посвятил театральной критике: им были написаны десятки книг и брошюр, посвященных выдающимся театральным деятелям и их постановкам в первой половине XX века.
Умер в 1975 году в Москве. Похоронен на Алексеевском кладбище.
Жена — Елена Александровна Некрасова (1904—1996), дочь Александра Федоровича Некрасова, племянника Н.А.Некрасова.
Сын — Юрий Георгиевич Крыжицкий (1924, Ленинград—1997, Москва). Участник Великой Отечественной войны.

## Книги и публикации
- Крыжицкий Г. К. Константин Александрович Варламов 1848-1915. — Петроград: Vista de fragmentos, 1922 (переиздание: Москва–Ленинград: Искусство, 1946. — 63 с.)
- Крыжицкий Г. К. Судьба художника: Воспоминания о К. Я. Крыжицком. — Петроград: 1927
- Крыжицкий Г. К. Режиссёрские портреты / Предисл. С. А. Воскресенского. — М.—Л.: Теакинопечать, 1928. — 103 с.
- Крыжицкий Г. К. К. А. Марджанов и русский театр. — Л., 1946
- Крыжицкий Г. К. Константин Александрович Маржанов: (Котэ Марджанишвили) 1873-1933. — Л., 1946, 1958
- Крыжицкий Г. К. К. А. Варламов. — М.-Л., 1946
- Крыжицкий Г. К., С. Жмудский. Беседы о режиссуре. — М., 1953
- Крыжицкий Г. К. Экзотический театр: Ява, Индо-Китай, Турция, Персия, Корея. — М., 1927, 1955
- Крыжицкий Г. К. Немирович-Данченко о работе над спектаклем: популярный очерк. — М., 1958
- Крыжицкий Г. К. Мамонт Дальский. — Л., М., 1958, 1965
- Крыжицкий Г. К. Варвара Стрельская. — М., 1958, 1970
- Крыжицкий Г. К. Философский балаган. — М., 1962
- Крыжицкий Г. К. О системе Станиславского. — М., 1955.